# Haruo Remeliik
Haruo Ignacio Remeliik (Peleliu, 1 de juny de 1933 - Koror, 30 de juny de 1985) va ser el primer president de Palau, des del 2 de març de 1981 fins al seu assassinat el 30 de juny de 1985. Està enterrat a Kloulklubed al seu estat natal de l'illa de Peleliu. Remeliik era d'ascendència mixta japonesa i palauana.

## Biografia
Remeliik va estudiar sacerdoci a Truk. Més tard va tornar a Palau i es va convertir en jutge col·legiat. L'any 1968 va guanyar un escó a la legislatura de Palau i va passar a ser vicepresident. El 1970 va ser nomenat administrador adjunt del districte de Palau del Territori en Fideïcomís de les Illes del Pacífic. El 1978 esdevingué membre i més tard també president de la convenció constitucional. L'any 1980 va ser elegit primer president de Palau i va guanyar la reelecció el 1984.

## Presidència
Després del referèndum d'aprovació de la constitució palauana, que va convertir el país en una república presidencialista en lliure associació amb els Estats Units, Remeliik es va presentar com a candidat a les primeres eleccions del 1980. Obtenint un estret triomf amb el 31 % dels vots, es va convertir en el primer president de la República de Palaus,; va prestar jurament el 2 de març de 1981. Alfonso Oiterong va guanyar les eleccions vicepresidencials. El seu mandat finalitzava al març de 1985.
Tot i haver basat la seva campanya en el rebuig a la lliure associació amb els Estats Units i el nacionalisme palauà, Remeliik ràpidament es va adherir al tractat, encara que va advocar per una autonomia més gran i per rebutjar la presència d'armes nuclears dins del país. El 13 de gener de 1983, un nou referèndum per canviar algunes disposicions del Tractat de Lliure Associació, especialment pel que feia a la presència d'armes nuclears a Palau, va ser aprovat per estrets marges. Abans del referèndum, Remeliik va demanar als votants de votar a favor i va afirmar que algunes d'aquestes disposicions s'havien de sotmetre a "reinterpretació". Durant la presidència de Remeliik, així com després de la seva mort i durant tota la dècada, es van celebrar una vegada i una altra continus referèndums per establir el país com un estat sobirà i membre de les Nacions Unides, però aquests eren rebutjats a causa d'una disposició constitucional que requeria una aprovació del 75%, situació que no s'aconseguiria fins que, el 1992, aquesta disposició fos derogada, i el referèndum fos aprovat per un 68%.
El 1984, el govern de Remeliik va realitzar un tracte amb una companyia britànica per a la construcció d'una planta d'energia al país, al·legant que tindrien prou fons per pagar-la. L'èxit d'aquella gestió va valdre a Remeliik una àmplia reelecció per a un segon mandat, el novembre del 1984, destinat a finalitzar el gener del 1989. No obstant això, en el moment d'efectuar-se el primer pagament per la planta d'energia, es va desencadenar un escàndol en descobrir-se que el banc de Palau estava en fallida i no tenia prou fons per sustentar la planta. Remeliik va rebutjar pronunciar-se quant a aquesta situació, però va accedir finalment una entrevista, prevista per al primer de juliol de 1985.

## Mort
El dia abans d'aquella entrevista, Remeliik va rebre un tret a l'entrada de casa seva per part d'un pistoler no identificat Sis mesos després de l'assassinat, dos familiars de Roman Tmetuchl i un altre home van ser arrestats en relació amb l'assassinat; tanmateix, més tard van ser alliberats. El cas va passar per dos fiscals diferents amb seu als Estats Units abans de passar a judici el 1997. El març de 2000, l'antic candidat presidencial i delinqüent condemnat John O. Ngiraked va reivindicar la responsabilitat de la conspiració per matar Remeliik.
Les acusacions persistents que Remeliik va ser assassinat per la CIA a causa de la seva ferma postura antinuclear han continuat després del judici i de la confessió de Ngiraked.